# 4208 Kiselev
4208 Kiselev (1986 RQ2) là một tiểu hành tinh nằm phía ngoài của vành đai chính được phát hiện ngày 6 tháng 9 năm 1986 bởi Ted Bowell ở Flagstaff.